# Macrotrachela cuthberti
Macrotrachela cuthberti är en hjuldjursart som beskrevs av Colin Milne 1916. Macrotrachela cuthberti ingår i släktet Macrotrachela och familjen Philodinidae. Inga underarter finns listade i Catalogue of Life.